# Chetverikov
Chetverikov es el nombre de la "Oficina de diseños experimentales" (en ruso: Opitnoye Konstruktorskoye Biuro OKB) , especializado en hidrocanoas. establecida en el año 1934 como OKB-458 , siendo su responsable Igor V. Chetverikov .

## Aeronaves diseñadas por Chetverikov

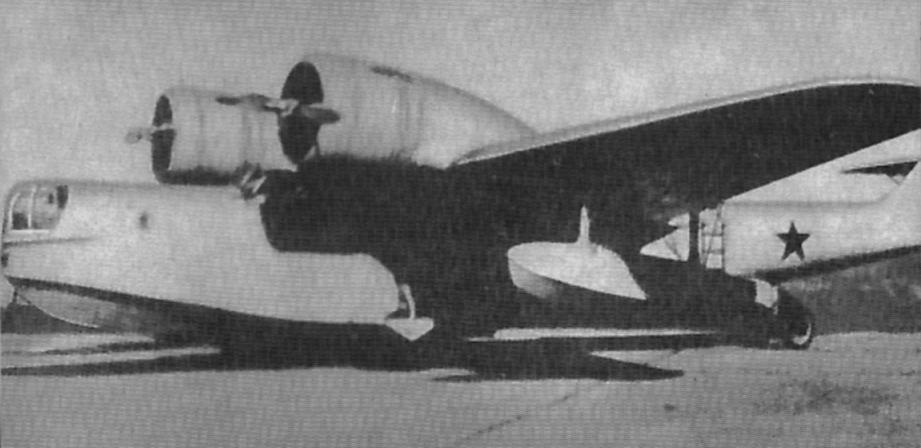
Chetverikov MDR-6.

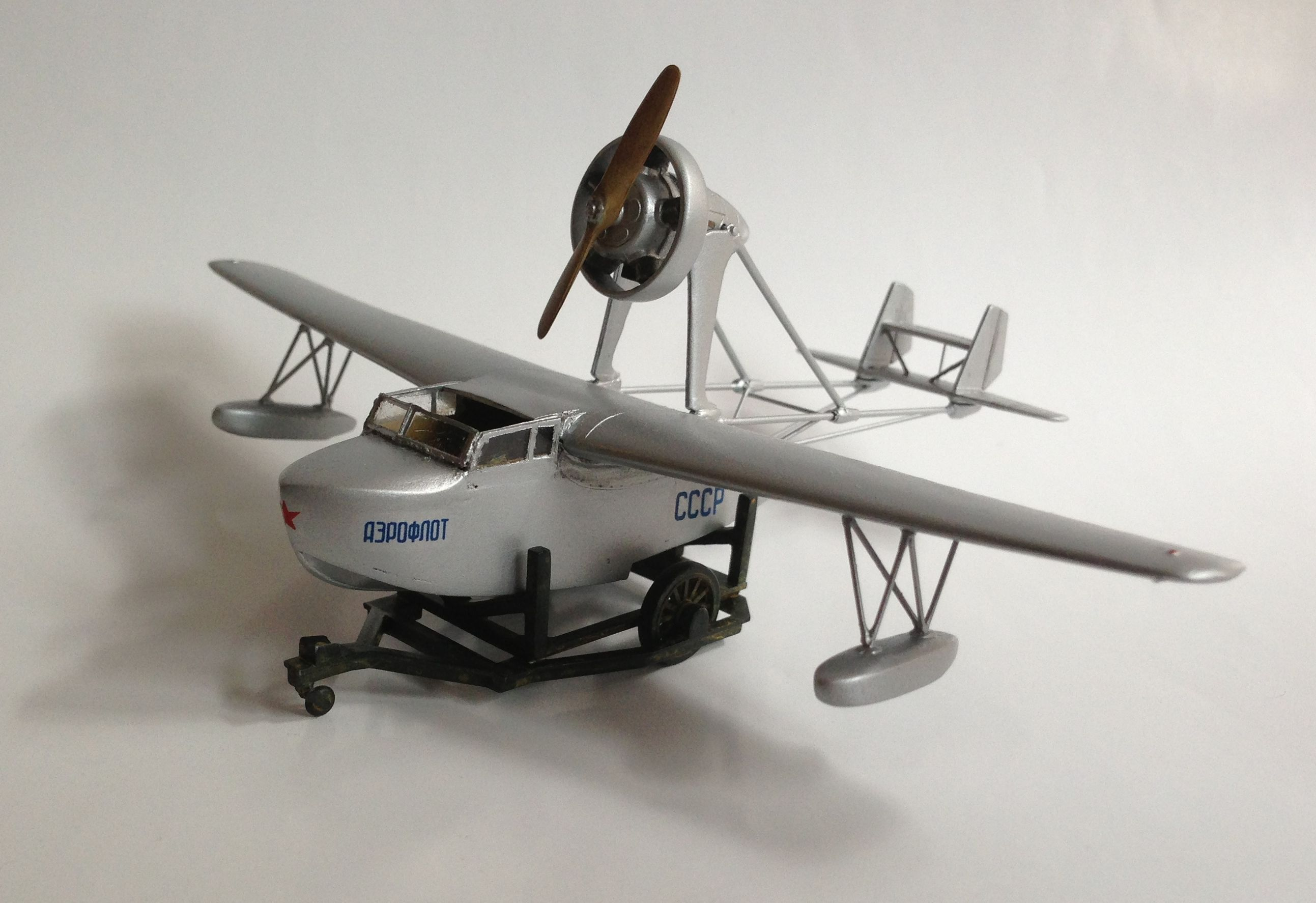
Modelo a escala de un Chetverikov SPL.

- Chetverikov ARK-3, hidrocanoa de reconocimiento ártico.
- Chetverikov MDR-3, hidrocanoa de reconocimiento oceánico y patrulla.
- Chetverikov MDR-6, hidrocanoa de reconocimiento costero.
- Chetverikov SPL, hidrocanoa embarcada plegable de reconocimiento.
- Chetverikov TA-1, anfibio utilitario ligero.